# Шерпа, Дачири
Дава Дачири Шерпа (англ. Dawa Dachhiri Sherpa; непальск. दाछिरी शेर्पा; род. 3 ноября 1969, Таксинду) — непальский лыжник, участник трёх Олимпийских игр и двух чемпионатов мира.

## Карьера
В Кубке мира Дачири Шерпа никогда не выступал. Имеет на своем счету ряд стартов в Альпийском Кубке, лучший результат в них 34-е место в гонке на 10 км классическим стилем.
На Олимпийских играх 2006 года в Турине был единственным представителем Непала и стал 94-м в гонке на 15 км классическим стилем.
На Олимпийских играх 2010 года в Ванкувере вновь был единственным представителем Непала и занял 92-е место в гонке на 15 км свободным стилем.
На той же дистанции в 2014 году в Сочи занял 86-е место, опередив шестерых соперников (пятеро из них не финишировали). Шерпа в третий раз подряд был единственным представителем Непала на зимней Олимпиаде.
За свою карьеру принимал участие в двух чемпионатах мира, лучший результат — 127-е место в спринте свободным стилем на чемпионате мира 2009 года в Либереце.
Одно из его лучших достижений — победа в сверхмарафоне Монблан Ультратрейл в 2003 году (забег по пересечённой местности в Альпах общей протяжённостью 166 км): Даричи Шерпа преодолел дистанцию за 20 часов 5 минут, и этот рекорд до сих пор не побит. В 2004 и 2008 годах пришёл к финишу вторым, в 2007 году был пятым.
Живёт в швейцарском кантоне Женева, работает в строительной компании.